# Punk Goes Pop
| Recensione | Giudizio |
| ---------- | -------- |
| AllMusic   | [ 1 ]    |

Punk Goes Pop è la seconda compilation della serie Punk Goes... della Fearless Records, pubblicata il 2 aprile 2002. Il disco contiene 17 cover di celebri brani pop realizzati da gruppi statunitensi perlopiù pop punk.

## Tracce
1. Dynamite Boy – I Want It That Way (Backstreet Boys) – 3:32
2. Slick Shoes – Candy (Mandy Moore) – 3:31
3. Yellowcard – Everywhere (Michelle Branch) – 3:35
4. Stretch Arm Strong – Get the Party Started (Pink) – 2:04
5. Rufio – Like a Prayer (Madonna) – 3:49
6. Further Seems Forever – Bye Bye Bye ('N Sync) – 3:25
7. Noise Ratchet – Crush (Mandy Moore) – 3:02
8. Element 101 – I'm Like a Bird (Nelly Furtado) – 3:50
9. Knockout – Survivor (Destiny's Child) – 2:24
10. The Starting Line – I'm Real (Jennifer Lopez) – 3:28
11. Keepsake – The Way You Love Me (Faith Hill) – 4:12
12. Reach the Sky – Sometimes (Britney Spears) – 3:34
13. Fake ID – All or Nothing (O-Town) – 3:20
14. Showoff – Borderline (Madonna) – 3:39
15. Thrice – Send Me an Angel (Real Life) – 3:24
16. Nicotine – ...Baby One More Time (Britney Spears) – 2:33
17. Student Rick – Heaven Is a Place on Earth (Belinda Carlisle) – 3:27

## Classifiche
| Classifica (2002)         | Posizione massima |
| ------------------------- | ----------------- |
| Stati Uniti (independent) | 33                |